# Brighton Shoreham Airport
Brighton Shoreham Airport är en flygplats i Storbritannien.   Den ligger i grevskapet West Sussex och riksdelen England, i den södra delen av landet, 80 km söder om huvudstaden London. Brighton Shoreham Airport ligger 2 meter över havet.
Terrängen runt Brighton Shoreham Airport är lite kuperad. Havet är nära Brighton Shoreham Airport söderut. Närmaste större samhälle är Brighton, 11,1 km öster om Brighton Shoreham Airport. 